# Callosobruchus bhutanicus
Callosobruchus bhutanicus là một loài bọ cánh cứng trong họ Bruchidae. Loài này được Decelle miêu tả khoa học năm 1977.